# Facultad de Medicina de la Universidad de Costa Rica
La Facultad de Medicina de la Universidad de Costa Rica se encuentra en la sede Rodrigo Facio.
Las escuelas que la componen son:
- Escuela de Medicina
- Escuela de Nutrición
- Escuela de Enfermería
- Escuela de Salud Pública
- Escuela de Tecnologías en Salud

## Fundación
Durante la Presidencia de la República ejercida por el doctor Rafael Ángel Calderón Guardia, al dictar el Congreso Constitucional la Ley n.º 362, de fecha 26 de agosto de 1940, que fundó la Universidad de Costa Rica, se dispuso que la institución que se había llamado hasta entonces Facultad de Medicina, se conociera con el nombre de Colegio de Médicos y Cirujanos, el cual tendría las mismas atribuciones y que, cuando se creara la Escuela de Medicina de Costa Rica, se denominaría, con toda propiedad, Facultad de Medicina de Costa Rica.